# Zasłonista Przełączka
Zasłonista Przełączka (słow. Železná priehyba, ok. 2170 m) – przełęcz w słowackich Tatrach Wysokich, znajdująca się pomiędzy Zasłonistą Turnią (ok. 2180 m) a najniższą, południowo-wschodnią częścią Śnieżnej Galerii, a poprzez nią z Pośrednią Śnieżną Kopą. Z przełęczy ku zachodowi, do Kotła pod Zasłonistą Turnią, opada częściowo skaliste, częściowo trawiaste, niezbyt strome zbocze. Prowadzą nim drogi wspinaczkowe nr 1 i 2. Ku wschodowi opada trawiasta depresja mająca wylot w kociołku około 50 m poniżej grani. Poniżej kociołka jest stroma ściana o kilkudziesięciometrowej wysokości. Wychodzi stąd lekko wznoszący się zachód wyprowadzający na Zasłonistą Ławkę oraz jego kontynuacja, która przecina dwa żebra, jeden żleb i kończy się w Żlebie Asnyka. Prowadzi nią główna droga zejściowa z Zasłonistej Turni (droga nr 3).

## Taternictwo
Najdogodniejsza droga na Zasłonistą Przełączkę prowadzi od wschodu, z górnego piętra Doliny Kaczej. Przeciwległe, zachodnie stoki grani opadają do Kotła pod Zasłonistą Turnią. Przez Zasłonistą Przełączkę prowadzi alternatywne przejście dla Wschodnich Żelaznych Wrót. Są one standardowo używane do przejścia przez główną grań z Doliny Kaczej do Doliny Złomisk, ale długo zalegają w nich twarde śniegi (w Żlebie Asnyka również). Droga nr 1 jest najłatwiejszym sposobem opuszczenia środkowej części Kaczego Żlebu. Wskutek wielkiego obrywu powstał w nim bardzo trudny do pokonania próg, ucieczka spod niego wymaga trawersu w lewo na Zasłonistą Przełączkę.
Pierwsze przejściePaweł Bester, Ferdynand Goetel, Walery Goetel i A. Kowalski 20 sierpnia 1908 r.
Drogi wspinaczkowe
1. Z Kaczego Żlebu przez Kocioł pod Zasłonistą Turnią górnym trawersem; 0+, miejsca I w skali tatrzańskiej, czas przejścia 40 min
2. Z Kaczego Żlebu przez Kocioł pod Zasłonistą Turnią dolnym trawersem; II, 1 godz. 30 min
3. Od wschodu, z Kaczego Bańdziocha; I, 30 min[2].